# Tsutomu Sonobe
Tsutomu Sonobe (Prefectura d'Ibaraki, Japó, 29 de març de 1958) és un exfutbolista japonès.

## Selecció japonesa
Tsutomu Sonobe va disputar 7 partits amb la selecció japonesa.